# Heis (cràter)
Heis és un petit cràter d'impacte lunar que es troba a la part occidental de la Mare Imbrium, al nord-est del cràter Delisle, i al sud de C. Herschel.

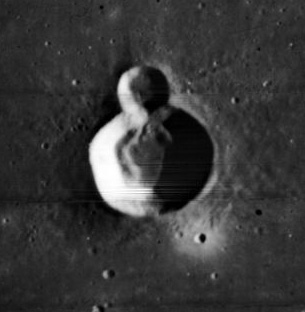
Cràter Heis (imatge del Lunar Orbiter 4)
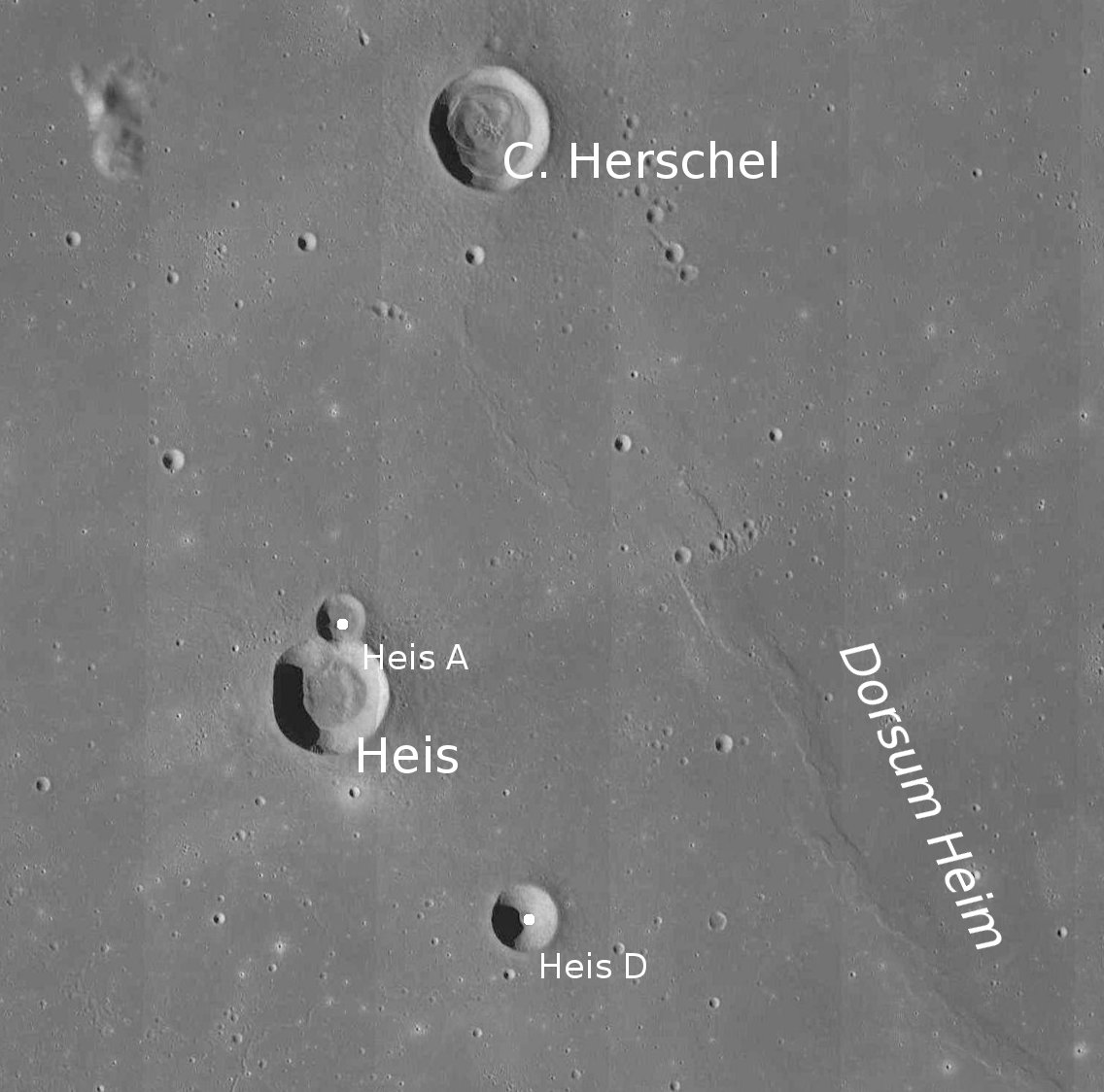
Cràters satèl·lit

Es tracta d'una formació circular, simètrica, amb un sòl interior que és aproximadament la meitat del diàmetre de la vora exterior. El petit cràter satèl·lit Heis A penetra lleugerament a la vora nord, donant-li una forma característica similar a un «8».

## Cràters satèl·lit
Per convenció aquests elements són identificats en els mapes lunars posant la lletra en el costat del punt central del cràter que està més proper a Heis.
| Heis | Coordenades                          | Diàmetre |
| ---- | ------------------------------------ | -------- |
| A    | 32° 42′ N, 31° 54′ O / 32.7°N,31.9°O | 6 km     |
| D    | 31° 42′ N, 31° 06′ O / 31.7°N,31.1°O | 8 km     |